# Lanistes ciliatus
Lanistes ciliatus é uma espécie de gastrópode  da família Ampullaridae.
É endémica do Quénia.